# Hypanua dinawa
Hypanua dinawa là một loài bướm đêm trong họ Noctuidae.